# Eerie
Eerie fou una revista de còmic editada entre1966 i 1983 per la companyia estatunidenca Warren Publishing, editora també de Creepy (1964-1983) i Vampirella (1969-1983). Les tres sèries estaven especialitzades en el gènere de terror, per la qual cosa es van acollir al format de les revistes en blanc i negre típiques dels quioscos, per a poder prescindir del segell d'aprovació del Comics Code Authority, que només s'exigia als comic books.
Seguint el model dels còmics de terror d'EC (1950-1954), van recuperar la figura de l'amfitrió sinistre encarregat de presentar les historietes de cada número, que en aquest cas es deia Cousin Eerie (El Cosí Eerie).
A Espanya el seu material va ser publicat en les revistes Dosier Negro (1968-1988), Rufus (1973-1978) i Creepy (1979-1985).